# Esek Hopkins
Esek Hopkins (Scituate, 26 aprile 1718 – 26 febbraio 1802) è stato un ammiraglio statunitense, comandante in capo della Marina Continentale durante la guerra d'indipendenza americana.

## Biografia
Hopkins nacque in quella che oggi è Scituate, nello stato del Rhode Island. Prima dello scoppio della guerra aveva già accumulato un'ampia esperienza come marinaio navigando al comando di una nave pirata durante la guerra franco-indiana; aveva inoltre partecipato come deputato alla Rhode Island General Assembly. Nominato brigadier generale ricevette, il 4 ottobre 1775, il comando di tutte le forze dei coloni; cominciò immediatamente a rafforzare le difese del Rhode Island con l'aiuto del suo vice, William West. Pochi mesi dopo, il 22 dicembre 1775, venne nominato comandante in capo della Marina Continentale con l'autorizzazione, fornita dal Congresso Continentale, a difendere i commerci delle colonie. Fu anche membro fondatore della Society of the Cincinnati.
Nel settembre del 1764, quando era ancora un privato commerciante, Hopkins prese il comando di una nave negriera di nome Sally, di proprietà della Nicholas Brown and Company. Egli non aveva alcuna esperienza ai comandi di una nave negriera e così, dopo quindici mesi di viaggio, morirono 109 schiavi su 196. Alla fine, nel 1765, la Sally approdò in un porto delle Indie Occidentali dove i pochi schiavi sopravvissuti furono venduti a poco prezzo perché troppo debilitati. Il fallimento di Hopkins indusse i fratelli Brown a rivedere la loro partecipazione nel commercio di schiavi in Rhode Island nel XVIII secolo.
Hopkins prese quindi il comando di otto piccole navi mercantili che furono convertite in vascelli armati a Philadelphia; queste salparono il 17 febbraio 1776 per la prima operazione di una flotta statunitense, cosa che le portò a toccare Nassau, nelle Bahamas. La battaglia di Nassau, un assalto alla colonia britannica effettuato il 3 marzo, fu il primo ambizioso sbarco americano. I marines e gli uomini di Hopkins sbarcarono in "un sol colpo audace, degno di un servizio più lungo e meglio preparato", catturando le munizioni che servivano disperatamente per la guerra sul continente. La piccola flotta ritornò a New London l'8 aprile dello stesso anno, portando con sé due mercanti inglesi prigionieri e uno schooner a sei cannoni. John Hancock, presidente del Congresso Continentale, scrisse così a Hopkins: "Mi permetto di congratularmi con te per il successo della tua spedizione. Il tuo valore di spirito e il coraggio mostrato dagli uomini gli offrono [al Congresso] la più grande soddisfazione..."
La piccola flotta di Hopkins fu bloccata nella Narragansett Bay dalla superiorità marittima britannica per il resto del suo servizio come comandante in capo della Marina Continentale. Col passare del tempo la pressione sulla natura del temperamento e dell'abilità di Hopkins aumentò progressivamente. Hopkins aveva ignorato il primo gruppo di ordini del Congresso che gli dava il compito di liberare la Chesapeake Bay dalle navi britanniche, avendo invece raggiunto subito New Providence. A ciò fu aggiunta l'imputazione di inattività nonostante lo scontro con l'HMS Glasgow nel viaggio di ritorno dall'isola. Per queste cose e a causa delle continue sconfitte Hopkins fu rimosso definitivamente dal suo incarico il 2 gennaio 1778.
Continuò a servire la Rhode Island General Assembly fino al 1786, quando si ritirò nella sua fattoria, dove morì il 26 febbraio 1802. La sua casa, chiamata Esek Hopkins House, è oggi inserita nel National Register of Historic Places.
In suo onore tre navi della US Navy furono chiamate USS Hopkins.
Era fratello del governatore del Rhode Island Stephen Hopkins, uno dei firmatari della dichiarazione di indipendenza degli Stati Uniti.